# Aleksander Olejniczak
Aleksander Olejniczak (ur. 8 czerwca 1930 we Lwowie, zm. 15 lutego 2012 w Bytomiu) – polski piłkarz grający na pozycji obrońcy. Wieloletni zawodnik Polonii Bytom. Syn Stanisława, siostrzeniec Mieczysława Batscha.

## Kariera piłkarska
Aleksander Olejniczak pochodził z rodziny ze sportowymi tradycjami. Ojciec Stanisław był piłkarzem m.in. Czarnych Lwów, Sparty Lwów, potem trener TS Lewandówki Lwów, a wuj Mieczysław Batsch był reprezentantem Polski. Do Bytomia przeniósł się wraz z rodzicami po wojnie, gdzie wkrótce rozpoczął treningi w Polonii Bytom.
W Polonii Bytom zadebiutował w 1950 roku w meczu z OWKS Kraków. Zdobył z drużyną pierwsze w historii klubu mistrz mistrzostwo Polski w sezonie 1954 oraz czterokrotnie wicemistrzostwo Polski (1952, 1958, 1959, 1961). Karierę zakończył w 1961 roku. Łącznie dla Polonii Bytom rozegrał 159 meczów.

## Po zakończeniu kariery
Aleksander Olejniczak po zakończeniu kariery piłkarskiej wycofał się ze sportowego środowiska. W 1985 roku został lekarzem pierwszego zespołu Polonii Bytom.

## Śmierć
Aleksander Olejniczak zmarł 15 lutego 2012 roku w Bytomiu w wieku 81 lat.

## Sukcesy
- Mistrz Polski: 1954
- Wicemistrzostwo Polski: 1952, 1958, 1959, 1961